# Colerain (Carolina del Nord)
Colerain è un comune degli Stati Uniti d'America, situato in Carolina del Nord, nella contea di Bertie.